# Lobeirac
Loubeyrat és un municipi francès situat al departament del Puèi Domat i a la regió d'Alvèrnia-Roine-Alps. L'any 2007 tenia 1.107 habitants.

## Demografia

### Població
El 2007 la població de fet de Loubeyrat era de 1.107 persones. Hi havia 396 famílies de les quals 80 eren unipersonals (36 homes vivint sols i 44 dones vivint soles), 116 parelles sense fills, 184 parelles amb fills i 16 famílies monoparentals amb fills.
La població ha evolucionat segons el següent gràfic:
Habitants censats

### Habitatges
El 2007 hi havia 537 habitatges, 406 eren l'habitatge principal de la família, 71 eren segones residències i 60 estaven desocupats. 509 eren cases i 20 eren apartaments. Dels 406 habitatges principals, 365 estaven ocupats pels seus propietaris, 34 estaven llogats i ocupats pels llogaters i 7 estaven cedits a títol gratuït; 4 tenien una cambra, 15 en tenien dues, 54 en tenien tres, 125 en tenien quatre i 208 en tenien cinc o més. 342 habitatges disposaven pel capbaix d'una plaça de pàrquing. A 121 habitatges hi havia un automòbil i a 268 n'hi havia dos o més.

### Piràmide de població
La piràmide de població per edats i sexe el 2009 era:
| Homes | Edats   | Dones |
| ----- | ------- | ----- |
| 0     | 95 o +  | 0     |
| 0     | 90 a 94 | 0     |
| 0     | 85 a 89 | 12    |
| 8     | 80 a 84 | 4     |
| 8     | 75 a 79 | 36    |
| 20    | 70 a 74 | 40    |
| 16    | 65 a 69 | 16    |
| 0     | 60 a 64 | 24    |
| 16    | 55 a 59 | 12    |
| 24    | 50 a 54 | 16    |
| 24    | 45 a 49 | 28    |
| 60    | 40 a 44 | 52    |
| 28    | 35 a 39 | 44    |
| 32    | 30 a 34 | 36    |
| 16    | 25 a 29 | 16    |
| 8     | 20 a 24 | 12    |
| 24    | 15 a 19 | 48    |
| 48    | 10 a 14 | 32    |
| 40    | 5 a 9   | 24    |
| 24    | 0 a 4   | 12    |

## Economia
El 2007 la població en edat de treballar era de 736 persones, 576 eren actives i 160 eren inactives. De les 576 persones actives 541 estaven ocupades (289 homes i 252 dones) i 35 estaven aturades (14 homes i 21 dones). De les 160 persones inactives 60 estaven jubilades, 56 estaven estudiant i 44 estaven classificades com a «altres inactius».

### Ingressos
El 2009 a Loubeyrat hi havia 433 unitats fiscals que integraven 1.114 persones, la mediana anual d'ingressos fiscals per persona era de 19.692 €.

### Activitats econòmiques
Dels 36 establiments que hi havia el 2007, 1 era d'una empresa alimentària, 1 d'una empresa de fabricació d'altres productes industrials, 12 d'empreses de construcció, 4 d'empreses de comerç i reparació d'automòbils, 1 d'una empresa de transport, 5 d'empreses d'hostatgeria i restauració, 2 d'empreses d'informació i comunicació, 1 d'una empresa financera, 4 d'empreses de serveis, 1 d'una entitat de l'administració pública i 4 d'empreses classificades com a «altres activitats de serveis».
Dels 11 establiments de servei als particulars que hi havia el 2009, 1 era un taller de reparació d'automòbils i de material agrícola, 1 paleta, 3 fusteries, 2 lampisteries, 1 electricista, 1 perruqueria i 2 restaurants.
Dels 2 establiments comercials que hi havia el 2009, 1 era una gran superfície de material de bricolatge i 1 una fleca.
L'any 2000 a Loubeyrat hi havia 28 explotacions agrícoles que ocupaven un total de 649 hectàrees.

## Equipaments sanitaris i escolars
El 2009 hi havia una escola elemental.

## Poblacions més properes
El següent diagrama mostra les poblacions més properes.